# Félix cica és barátai
A Félix cica és barátai (ベイビーフィリックス; Beibi Firikkuszu; Hepburn: Beibī Firikkusu; Baby Felix) 2000-től 2001-ig vetített japán animesorozat, amelynek rendezői Negisi Hirosi és Okadzsima Kunitosi, producere Don Oriolo. Az eredeti változatot a Radix stúdió készítette. A magyar változat a Mirax forgalmazásában készült. Japánban az NHK vetítette. Az Egyesült Államokban a First Nat'l Pictures sugározta. Magyarországon az RTL Klub tűzte műsorára a Kölyökklub című műsorblokkban.

## Ismertető
A főhős, Félix, aki egy fekete kis kölyök cica. A barátaival rengeteg kalandba keveredik. Megakadályozza mindig a gonosz professzor terveit. A gonosz professzor tudományos kísérletei veszélyt jelentenek őrá és barátaira is, de minden terve füstbe megy. Az űrben találkozik egy marslakóval, aki nem túl barátságosan fogadja őt. Van egy bűvös táskája is, amely mindig segítséget ad neki. Gyakran gyerekes dolgokat művel.

## Szereplők
| Szereplő        | Japán hang        | Magyar hang      |
| --------------- | ----------------- | ---------------- |
| Félix cica      | Tóma Jumi         | Seszták Szabolcs |
| Félix macska    | Szeki Tosihiko    | Markovics Tamás  |
| Cicababa        | Maeda Ai          | F. Nagy Erika    |
| Mookie          | Konoha Noko       | Breyer Zoltán    |
| Mimi            | Enomoto Acuko     | Roatis Andrea    |
| Skippy          | Kumai Motoko      | ?                |
| Tattoo          | Mocsizuki Hiszajo | ?                |
| Bull / Buff     | Genda Tessó       | ?                |
| Rock Bottom     | Nagano Kóicsi     | ?                |
| Professzor      | Morikava Tosijuki | Versényi László  |
| Cilinder mester | Nagano Kóicsi     | ?                |
| Marin cicus     | ?                 | ?                |
| Esmeralda       | Szakuma Rei       | Zsigmond Tamara  |